# Blijni (Krasnodar)
|  | Per a altres significats, vegeu «Blijni». |

Blijni - Ближний (rus) és un possiólok del krai de Krasnodar, a Rússia. És a 20 km a l'oest de Leningràdskaia i a 130 km al nord de Krasnodar.
Pertany al possiólok d'Oktiabrski.